# Artiglio
L'Artiglio va ser un vaixell de vapor recuperador, que es feu famós a la primera part del segle xx. La nau pertanyia a la societat armadora SO.RI.MA (Società Ricuperi Marittimi) de Gènova, entitat fundada el 1926 per Giovanni Quaglia.

## Història
L'Artiglio era la nau capitana d'una petita flota, que comprenia diversos vaixells com ara el Rostro, Raffio o Arpione. Fou armada durant els anys 1920 i es feia servir per a recuperar els vaixells afonats, principalment durant la primera i la Segona Guerra Mundial. La tripulació comptava amb un grup d'experts bussejadors i els vaixells gaudien d'un equipament molt modern i fins i tot innovador per la seva època com ara el primer escafandre de pressió atmosfèrica.
El nom de la nau es feu molt famós internacionalment quan va ser enviada, arran d'un encàrrec de la companyia Lloyd's de Londres, per a descobrir, a l'oceà Atlàntic, al llarg de la Mar de Brest, el vaixell de vapor transatlàntic SS Egypt, de bandera anglesa, que s'havia afonat. L'assegurador londinenc volia recuperar la gran quantitat de monedes i de lingots d'or, destinats inicialment als bancs de l'Índia, que es trobaven aleshores sota l'aigua. Després de diversos intents fallits realitzats per nombroses altres societats de recuperació angleses i neerlandeses, el contracte de recerca i recuperació se signà amb la SO.RI.MA.
El comandament de les operacions va ser l'escafandrer Alberto Gianni i el 29 d'agost de 1930 la tripulació de l'Artiglio descobrí els vestigis de l'SS Egypt a una profunditat d'uns -130 metres. Amb tot, el mal temps hivernal obligà a retardar les operacions de recuperació que no començaren fins a la primavera següent. Mentrestant l'Artiglio fou enviat a prop de l'illa de Belle Île, al nord-oest de França per a fer-se càrrec de la recuperació del vaixell Florence, carregada amb una quantitat considerable d'explosius, que s'havia enfonsat el 1917 davant del port i n'obstruïa el pas.
Durant les fases de demolició de la Florence, es feu un error fatal pensant que els explosius, que havien estat sota l'aigua durant més de 13 anys, havien perdut el seu poder destructiu. Així després de l'esclat d'una càrrega explosiva destinada a destruir el vaixell, els explosius immergits reaccionaren i tota la nau explotà. L'Artiglio, que es trobava aleshores a una distància insuficient va ser destruït per l'explosió i afonat. A conseqüència d'aquell tràgic incident va morir gran part de la tripulació, entre els quals els escafandrers Alberto Gianni, Aristide Franceschi i Alberto Bargellini.

## El segonArtiglio

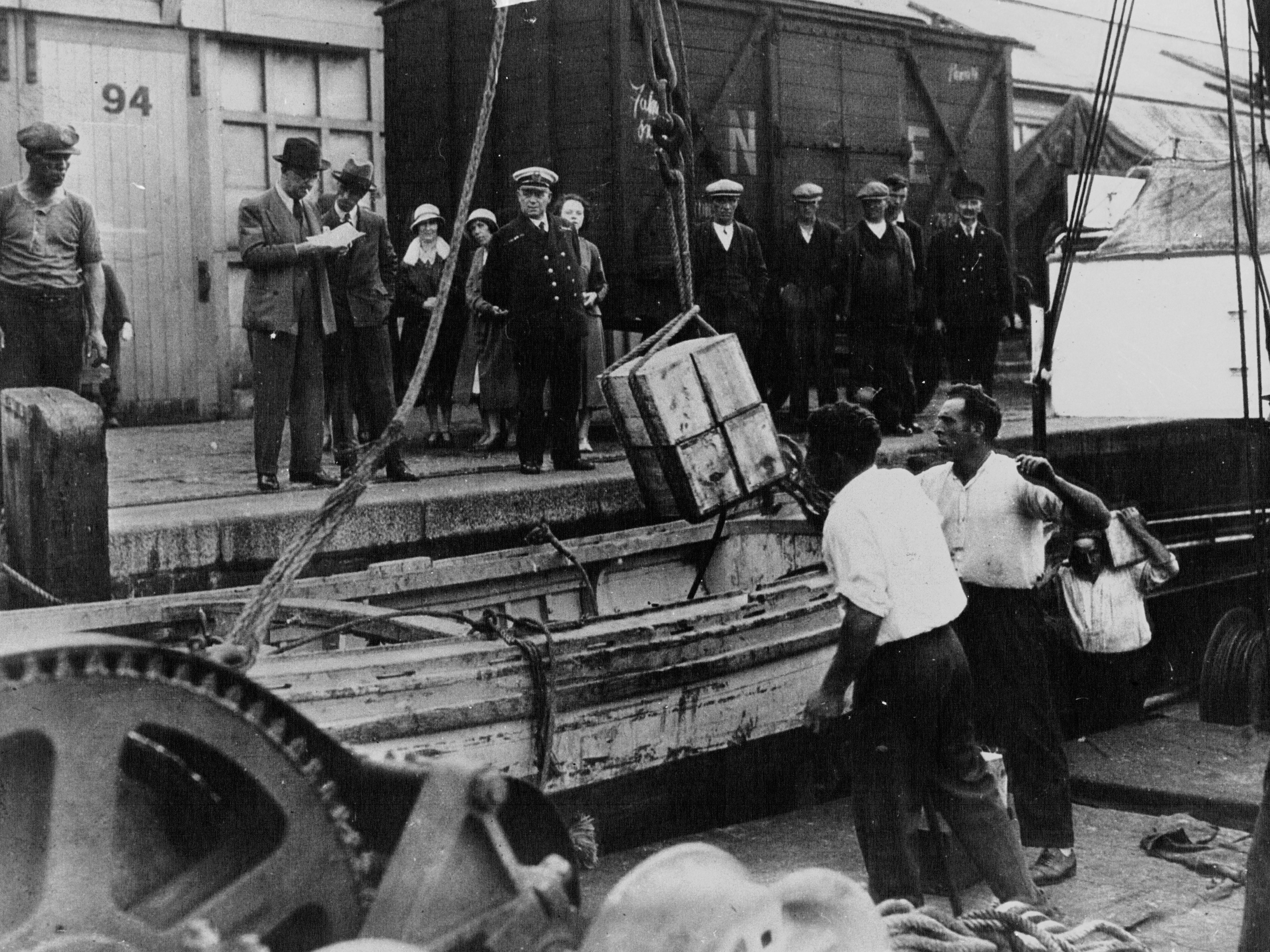
La tripulació de l'Artiglio descarrega el carregament de l'SS Egypt a Plymouth

Per mor de poder recuperar el tresor de l'Egypt Giovanni Quaglia, el propietari de la companyia, va armar molt ràpidament una segona nau, que s'havia dit prèviament Maurétanie, i que fou batejada Artiglio II, i que de fet es feu popular com a "Artiglio" i guardà aquest nom. Amb el vaixell, rearmat i reestructurat per la tripulació, i equipada en gran part amb el material que s'havia recuperat del primer Artiglio, es feu via cap al lloc de l'enfonsament de l'Egypt i començaren les tasques de recuperació. Així es recuperà finalment a prop de Brest a males penes en aigües tèrboles, tot el tresor de la nau anglesa a una profunditat tal que els escafandrers no podien davallar-hi i que es feu necessari l'ús d'una torreta butoscòpica. El ressò internacional d'aital esdeveniment donà gran prestigi a Itàlia, i el nom de l'Artiglio adquirí una notorietat considerable mundialment.